# Heterogeneous Database System
Bei einem Heterogenen Datenbank-Verwaltungs-System (kurz: HDBMS) handelt es sich um ein automatisiertes (oder teil-automatisiertes) System zum Zusammenfassen heterogener, verschiedenartiger Datenbanken, um dem Benutzer ein einziges standardisiertes Anfragen-Interface zu bieten.
Hierbei handelt es sich nicht um verteilte Datenbanksysteme, sondern die Zusammenfassung verschiedener DBMS.

## Probleme

### Technische Unterschiede
Verschiedenartige
- Dateiformate
- Zugriffs-Protokolle
- Anfragesprachen

### Unterschiede im Datenmodell
Es kann vorkommen, dass verschiedene DBMS auch verschiedene Wege gehen, die gleichen Daten zu speichern, z. B. die Encodierung der Spaltennamen.
Auch ist es nur schwer möglich, ein gemeinsames Abfragesystem für objektorientierte und relationale Datenbanken zu finden.